# Julius Brink
Julius Brink (Münster, 6 luglio 1982) è un giocatore di beach volley tedesco, campione olimpico a Londra 2012.

## Biografia
Ha debuttato nel circuito professionistico internazionale il 28 novembre 2000 a Vitória, in Brasile, in coppia con Markus Dieckmann piazzandosi in 9ª posizione. Il 17 luglio 2005 ha ottenuto la sua prima vittoria nel World tour a Espinho, in Portogallo, insieme a Kjell Schneider. Nel massimo circuito FIVB ha trionfato per sette volte con tre partner differenti e nel 2009 ha concluso la classifica finale in prima posizione.
Ha preso parte a due edizioni dei Giochi olimpici: a Pechino 2008, dove si è classificato al diciannovesimo posto con Christoph Dieckmann, ed a Londra 2012, occasione in cui ha vinto la medaglia d'oro in coppia con Jonas Reckermann.
Ha preso parte altresì a quattro edizioni dei campionati mondiali, ottenendo medaglie in tre occasioni: ha vinto l'oro a Stavanger 2009 con Jonas Reckermann ed il bronzo a Berlino 2005 ed a Roma 2011 rispettivamente in coppia con Kjell Schneider e Jonas Reckermann.
Ha vinto tre medaglie d'oro ai campionati europei, arrivando primo a L'Aia 2006 insieme a Christoph Dieckmann, nonché a Kristiansand 2011 ed a L'Aia 2012 in coppia con Jonas Reckermann.
Sempre a livello europeo, ma nelle categorie giovanili, può vantare una medaglia di bronzo nella categoria juniores a Norimberga 2000 con Niklas Rademacher.

## Palmarès

### Giochi olimpici
- 1 oro: a Londra 2012

### Campionati mondiali
- 1 oro: a Stavanger 2009
- 2 bronzi: a Berlino 2005 ed a Roma 2011

### Campionati europei
- 3 ori: a L'Aia 2006, Kristiansand 2011 ed a L'Aia 2012

### Campionati europei juniores
- 1 bronzo: a Norimberga 2000

### World tour
- Vincitore per 1 volta della classifica generale: nel 2009
- 30 podi: 7 primi posti, 11 secondi posti e 12 terzi posti

#### World tour - vittorie
| Data            | Località   | Nazione    | in coppia con       |
| --------------- | ---------- | ---------- | ------------------- |
| 17 luglio 2005  | Espinho    | Portogallo | Kjell Schneider     |
| 18 giugno 2006  | Espinho    | Portogallo | Christoph Dieckmann |
| 1º ottobre 2006 | Vitória    | Brasile    | Christoph Dieckmann |
| 1º giugno 2008  | Barcellona | Spagna     | Christoph Dieckmann |
| 17 maggio 2009  | Roma       | Italia     | Jonas Reckermann    |
| 12 luglio 2009  | Gstaad     | Svizzera   | Jonas Reckermann    |
| 19 luglio 2009  | Mosca      | Russia     | Jonas Reckermann    |